# Голишева (Слободо-Туринський район)
Го́лишева (рос. Голышева) — присілок у складі Слободо-Туринського району Свердловської області. Входить до складу Усть-Ніцинського сільського поселення.
Населення — 49 осіб (2010, 68 у 2002).
Національний склад населення станом на 2002 рік: росіяни — 100 %.